# 埃爾博根湖
53°12′26″N 13°2′15″E / 53.20722°N 13.03750°E

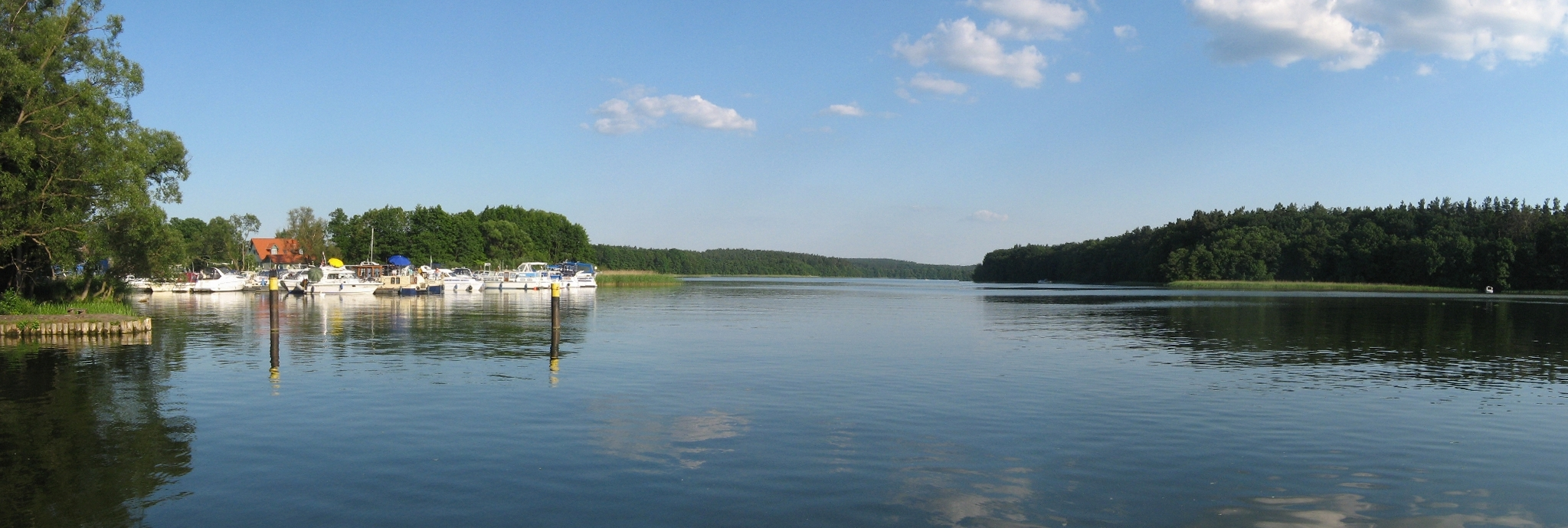

埃爾博根湖（德語：Ellbogensee），是德國的湖泊，位於該國東北部，由梅克倫堡-前波美拉尼亞州負責管轄，湖水來自哈弗爾河，面積1.6平方公里，海拔高度55米，最大水深17米。